# Elastrator

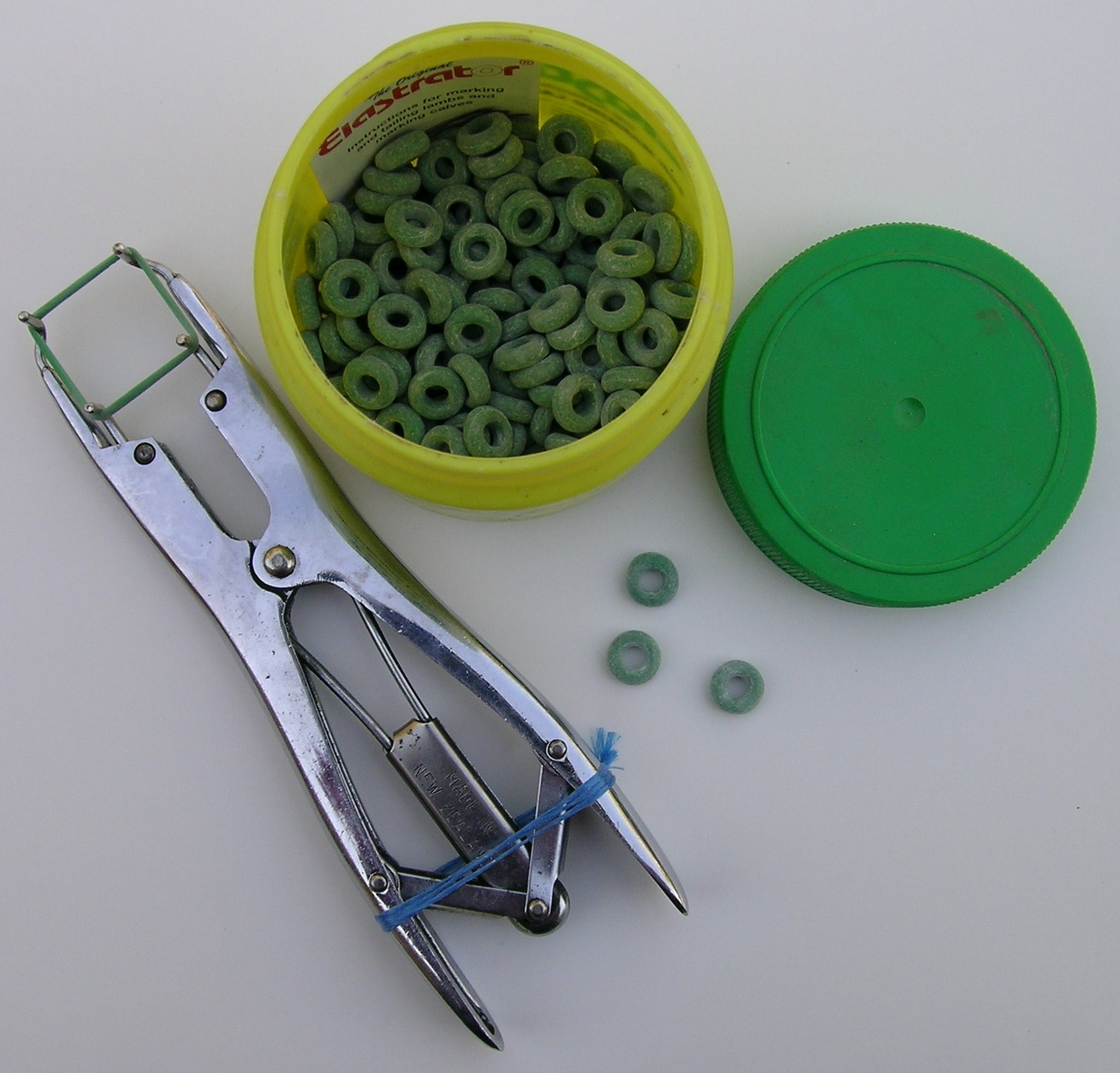
Elastrator mit zugehörigen Gummiringen

Der Elastrator ist ein zangenartiges Instrument zur Kastration von Tieren, hauptsächlich von Schafen. Die Kastration erfolgt durch einen extrem engen Gummiring, der mittels des Elastrators um die Basis des Hodensacks gelegt wird, wodurch die Blutzufuhr zu den Hoden unterbunden wird und diese dann absterben.
Der Elastrator wird auch im BDSM-Bereich zur Quetschung der Brustwarzen oder kurzzeitigen Abschnürung des Hodensacks oder des Penis benutzt. Bei Hodensack und Penis kann jedoch schon nach kurzer Zeit eine irreversible Schädigung der Nerven eintreten, so dass die entsprechenden Körperteile dauerhaft gefühllos werden. Beim Abschnüren des Penis ist diese Gefahr besonders hoch und in ihren Auswirkungen verheerend. Bei Hodensack und Penis kann der abschnürende Gummiring oft nur mit einer Spezialschere wieder entfernt werden.